# Diego Chávez
Diego „Puma” Chávez Collins (ur. 11 maja 1995 w Veracruz, zm. 14 lutego 2024 w Ciudad Juárez) – meksykański piłkarz występujący na pozycji napastnika lub skrzydłowego.
14 lutego 2024 roku zmarł po uderzeniu samochodem w słup drogowy w Ciudad Juárez.